# Ksantofil
Ksantofil (grč. ξανϑός: žućkast, smeđ) je žuti do smećkasti pigment, oksidacijski produkt karotena, s kojim zajedno čini skupinu karotenoida. Molekula ksantofila sastoji se od dvaju iononskih prstenova koji nose po jednu –OH skupinu, a povezani su konjugiranim (povezanim) dvostrukim vezama. Poznat je žuti violaksantin u laticama maćuhice ili anteraksantin na prašnicama ljiljana. Zbog dobre topljivosti u mastima, često zajedno s karotenima, daju boju jestivim biljnim uljima. Jedan je od najraširenijih ksantofila lutein, koji se nalazi u kloroplastima listova u kojima apsorbira Sunčevu energiju (valna duljina od 400 do 500 nm) i dalje ju predaje klorofilima za reakcije fotosinteze, a prekomjernu apsorbiranu energiju oslobađa kao toplinu i time zaštićuje strukture kloroplasta.

## Vanjske poveznice
|  | Zajednički poslužitelj ima još gradiva o temi Ksantofil |